# Nikołaj Grińko
Nikołaj Grigorjewicz Grińko (ros. Николай Григорьевич Гринько; ukr. Микола Григорович Гринько, Mykoła Hryhorowycz Hryńko; ur. 22 maja 1920 w Chersoniu, zm. 10 kwietnia 1989 w Kijowie) – ukraiński i radziecki aktor, ludowy artysta Ukraińskiej SRR (1973).
Występował w roli pułkownika Griaznowa w filmie Dziecko wojny, Daniela Czarnego z filmu Andriej Rublow i wielu innych. W 1981 roku zagrał Hermolina w filmie Teheran 43.
Pochowany został w Kijowie na cmentarzu Bajkowa.

## Filmografia
- 1961: Pokój przychodzącemu na świat – jako amerykański kierowca ciężarówki
- 1962: Dziecko wojny – jako pułkownik Griaznow
- 1962: Haszek i jego Szwejk
- 1966: Andriej Rublow – jako Daniel Czarny
- 1972: Solaris – jako ojciec Krisa
- 1974: Pod kamiennym niebem – jako Starostin
- 1974: Auto, skrzypce i pies Kleks – jako muzyk grający na kontrabasie
- 1975: Zwierciadło – jako dyrektor
- 1977: Oswobodzenie Pragi – jako gen. Omar Bradley
- 1979: Stalker – jako profesor
- 1980: Przygody Elektronika – jako profesor Gromow
- 1981: Pułkownik Szalygin czeka – jako Szalygin
- 1981: Teheran 43 – jako Hermolin